# 馬場富
馬場 富（ばば とみ、1925年1月15日 - 2008年3月4日）は、日本の政治家、公明党参議院議員(2期)。

## 来歴
愛知県出身。旧制中学卒業後、予科練に入る。戦後、犬山市議、愛知県議を経て、1977年の第11回参議院議員通常選挙に愛知県選挙区から公明党公認で立候補して初当選し、2期務める。公明党参議院国会対策副委員長、科学技術特別委員長、愛知県本部長などを歴任した。1989年に引退。2008年死去。